# 雜竺鯻屬
雜竺鯻屬（學名：Variichthys）又名雜竺鯛屬，為日鱸目鯻科的一屬，傳統上歸類於鱸形目。

## 分布
本屬魚類分布於印度洋及太平洋沿岸海域，適應淡水及海水環境。

## 分類
本屬包含2個種：
- 賈穆雜竺鯻 Variichthys jamoerensis (Mees, 1971)
- 湖雜竺鯻 Variichthys lacustris  (Mees & Kailola, 1977)

## 外部連結
- 维基共享资源上的相關多媒體資源：雜竺鯻屬